# Curaçao và Vùng phụ thuộc
Thuộc địa Curaçao và các vùng phụ thuộc (tiếng Hà Lan: Kolonie Curaçao en onderhorigheden; tiếng Papiamento: Kolonia di Kòrsou i depensianan) là một thuộc địa của Hà Lan ở vùng biển Caribe, tồn tại từ năm 1815 đến năm 1828 và từ năm 1845 đến năm 1954. Từ năm 1936 đến năm 1948, khu vực này chính thức được biết đến là Lãnh thổ Curaçao (tiếng Hà Lan: Gebiedsdeel Curaçao; tiếng Papiamento: Teritorio di Kòrsou), và sau năm 1948 là Antille thuộc Hà Lan. Với việc công bố Hiến chương Vương quốc Hà Lan vào ngày 15 tháng 12 năm 1954, Antille thuộc Hà Lan đạt được vị thế bình đẳng với chính quyền Hà Lan và Suriname ở Vương quốc Hà Lan mới.